# Lynn Job
Lynn Renee Job (* 1959 in South Dakota) ist eine US-amerikanische Komponistin und Lyrikerin.
Job studierte Musik an der California State University, Fullerton (bis 1982) und an der University of North Texas, wo sie 1998 den Doktorgrad erlangte. Sie nahm 1989 an einer Forschungsreise nach Qumran (Judean Desert Exploration and Excavation Project) teil, diente im Zweiten Golfkrieg als Reservistin im U.S. Army Signal Corps und arbeitete zehn Jahre auf dem Gebiet der Radartechnik für Texas Instruments. 1999 nahm sie als Poet in Residence am Symposium The Muse and the Mirror des Tinity College in Dublin teil, 2002 war sie Teilnehmerin des Symposiums Teaching Poetry in Santa Rosa teil. 2004 wurde sie als Texas State Poet Laureate nominiert.
1999 gründete sie die Buckthorn Studios mit den drei Abteilungen Buckthorn Music Press, Buckthorn Books und Buckthorn Records, deren Leiterin sie ist. Von 2000 bis 2007 arbeitete sie in der Verwaltung des College of Music der University of North Texas, 2007–08 unterrichtete sie am North Central Texas College.
Ihre Kompositionen umfassen Werke für Soloinstrumente und Kammermusik ebenso wie großer Orchester- und Vokalwerke. Häufig verwendet sie für ihre Vokalkompositionen religiöse Texte. Mehrfach erhielt sie Preise der American Society of Composers, Authors and Publishers (ASCAP). 2003 veranstaltete die University of Central Oklahoma ein viertägiges Festival mit ihren Werken.

## Werke
- Inhabit für dreistimmigen gemischten Chor und Klavier, 2011
- Woods Walker für Marimba und Soundtrack, 2002–10
- Wild Olive, Miniatur für Kammerorchester, 2010
- Sunesis falls, elektroakustische Miniatur, 2010
- Six Wings North, elektroakustische Miniatur, 2009
- Strange Fire, elektroakustische Miniatur, 2009
- Two Sacred Motets in the style of the 16th century für Chor, 1978, 2006, 2009
- Kyrie eleison: trope on Titus 2:11 & 1 Kings 8:28 für gemischten Chor a cappella, 2000, 2009
- The Sixth Night, Wiegenlied für Gitarre, 2009
- Malachi-Messenger, elektroakustische Miniatur, 2009
- House of Jatamansi für Flöte und Orgel, 2008
- Carriage Baine, elektroakustische Miniatur, 2008
- Blue Sand, elektroakustische Miniatur, 2007
- Black Bridge für vier Solisten oder gemischten Chor und Cello, 2007
- Bally Brew (an Irish Whimsy) für Altsaxophon und Bodhran, 2007
- Graceland, Offertorium für Trompete und Orgel, 2007
- Meso-mirth, elektroakustische Miniatur, 2007
- Lake House Letter, elektroakustische Miniatur, 2006
- Anchored in Perath: an apocalypse für Orgel, 2006
- Sour Swig Jig, KLarinettenduett, 1978, 2000, 2006
- Theme and Variations für Soloklarinette, 1978, 2000, 2006
- Chariot, elektroakustische Miniatur, 2006
- Chariot (Q1), elektroakustische Miniatur, 2006
- Chariot (Q2), elektroakustische Miniatur, 2006
- Blue Graves Rising für Klavier, 2005
- River Ranch für Bläser und Perkussion, 1982, 2005
- Shadow's Pipe für Soloklarinette, 2004
- Moon Largo für Soloklarinette, 2004
- Lily, elektroakustische Miniatur, 2004
- Victory, the Gold für Band, 2004
- Yeshua, Our Dedication für gemischten Chor und Sopranblockflöte, 2004
- Yellowstone Blush - a Wedding Remembrance für Alt und Tenorsaxophon, 2003
- Duetto Maduro für zwei Violinen, 2003
- Arcangelo Red für Solovioline, 2003
- By the Road to Ephrath für Orgel, 2003
- Moon Largo für Solotrompete, 2003
- Breathless - Joel’s Fast für Streichquartett, 2003
- 12-tone Flute für Flöte und Klavier, 1978, 1988, 2000, 2003
- Etude in 8 für Soloflöte, 1978, 1988, 2000, 2003
- Raphael - intercession für Solotrompete, 2002
- Runaway Bay: Hula Sunrise für Celloquartett, 2002
- Armiger's Gate für Viola solo, 2002
- Olympic Fanfare ‘86 für Bläserquintett, 1986, 2002
- Serengeti Supper für Altsaxophon und Soundtrack, 2002
- O vos omnes für fünfstimmigen gemischten Chor und Pauken, 2002
- Toumai - Hope of Life für sieben Trompeten, 2002
- Iron Horse Nocturne: "of salt and grapes. . . " für Orgel, 2002
- Nehemiah's Dusk für Soloposaune, 2002
- Azimuth Dance: Where is North? für acht Perkussionisten, 1982, 2002
- Shadow's Pipe für Soloflöte, 2002
- Systole: Book I (3 songs) für Sopran und Klavier, 2001–02
- Chalice Hill: Ascent & Elegy für Shofar, Flöte, Oboe, Bläserensemble und Ocean drum, 2001
- Petition: an a cappella meditation für Chor und Solisten, 1988–2001
- Boomerangst, Musical nach Sara J. Romersberger, 2001
- 2-part Invention in F-minor für Orgel, 2000
- September Jade: a wedding divertimento für Altsaxophon, Trompete und Streichquartett, 2000
- YOU (Denton Community Theater's Bus Stop production), Altballade, 2000
- Prelude in E minor für Cello, 1978, 2000
- Eulogy for St. John für zwölf Trompeten, 1984, 2000
- Mandingo Weather Report für präpariertes Klavier, 1978, 1999
- Jesu für Sopran, Flöte und Klavier, 1983, 1999
- Matin für Männerchor, 1979, 1999
- ELATIO: Praises and Prophecies für Alt, Tenor, zwei Chöre und Orchester, 1998
- Kidrish Fields für sieben Flöten, Vibraphon und Cello, 1984–85, 1988
- Aviacon Columbia, Filmmusik, 1985
- Journey Into Oppression für dreib Diaprojektoren und Tonband, 1983
- Adagio for Synclavier, 1983
- Barren für drei Kontrabässe, Erzähler und Lichtdesign, 1983
- Naked in the Woods with Red Cross Shoes für elektrisches Klavier, Cembalo und Tanz, 1980
- My Pretty Animals (Text von Kenneth Patchen) für Alt und Klavier, 1980
- Scenes from Rembrandt - Four Miniatures for Chamber Orchestra, 1980
- Original improvised piano stage music for Story Theater, Westminster Community Playhouse, 1977
- The Parrots of Rio für Alt und Klavier, 1977
- The First Blues Song für Alt, Klarinette, Tenorsaxophon, Trompete, Klavier und Perkussion, 1975
- Introduction für Frauenchor a cappella, 1975
- Psalm 68 für Solostimme und Gitarre, 1975
- Rise of the Half Moon, Klaviersonate, 1974
- Sheptala, Klaviersonate, 1974
- Collection of Ballads for solo Voice and Guitar, 1972–76